# 黎明的流星雨
《夜明けの流星群》是日本女子搖滾樂團SCANDAL的第19張單曲，2014年7月16日由Epic Records Japan Inc.發行。

## 概要
神奇寶貝劇場版：破壞之繭與蒂安希的主題曲

## 收錄曲目

### 通常盤
1. 夜明けの流星群 [4:42]
作詞：TOMOMI・田中秀典　作曲：田中秀典　編曲：亀田誠治
2. Your Song [3:46]
作詞・作曲：SCANDAL　編曲：川口圭太
3. 夜明けの流星群 (Instrumental)

### 初回生産限定盤A
CD
1. 夜明けの流星群
2. Your Song
3. 夜明けの流星群 (Instrumental)

DVD
- "急に来てゴメン。 In 北" Document Movie ～旅情編～

### 初回生産限定盤B
CD
1. 夜明けの流星群
2. Your Song
3. 夜明けの流星群 (Instrumental)

DVD
- "急に来てゴメン。 In 北" Document Movie ～曲作り編～

### 完全限定生産盤
1. 夜明けの流星群
2. ポケモンいえるかな?
作詞：戸田昭吾　作曲：たなかひろかず　編曲：川口圭太
3. 夜明けの流星群 (Instrumental)
4. ポケモンいえるかな? (Instrumental)